# Иенгра (река)
| Средний расход воды (м³/с) реки Иенгра по месяцам и за год с 1954 по 1994 гг. (замеры производились на гидрологическом посту в 65 км от устья, в районе посёлка Золотинка) |

Иенгра — река в Якутии (Россия), левый приток Тимптона.
Длина — 148 км, площадь бассейна — 1860 км². Исток — на северном склоне Станового хребта. Протекает по территории Нерюнгринского района сначала в северном направлении, затем меняет его на восточное. На левом берегу — одноимённое село, ниже которого реку пересекает Амуро-Якутская железнодорожная магистраль. В бассейне месторождения золота.

## Этимология названия
С эвенкийского: «ийэ» — рог, «-нгра» — аффикс, обозначающий названия гор, рек, озёр или местностей, данные по характерному для них предмету, указанному в основе слова. Гидроним Иенгра — метафорический местный географический термин, образованный в результате иносказательного использования названия частей тела животных для обозначения элементов рельефа, гидрографии и других географических объектов. В верховьях реки множество разветвлений, которые, если смотреть на них с гор, напоминают рога оленя. Слово можно перевести как «ветвистая».

## Данные водного реестра
По данным государственного водного реестра России относится к Ленскому бассейновому округу, речной бассейн реки — Лена, речной подбассейн реки — Алдан, водохозяйственный участок реки — Алдан от в/п г. Томмот до впадения реки Учур.
Код объекта в государственном водном реестре — 18030600212117300004100.

## Притоки
(расстояние от устья)
- 9,7 км: Сыгынах
- 23 км: Амнуначи
- 30 км: Окурдан
- 40 км: Улахан-Ниэриччи
- 56 км: Северикан
- 62 км: Холодникан
- 68 км: река без названия
- 76 км: Дьилиндэ
- 84 км: река без названия
- 101 км: Чайнык
- 103 км: река без названия
- 115 км: Амнунаги
- 118 км: Делагучи